# Boisset-et-Gaujac
Boisset-et-Gaujac ist eine französische Gemeinde mit 2.621 Einwohnern (Stand: 1. Januar 2022) im Département Gard der Region Okzitanien. Sie gehört zum Arrondissement Alès und zum Kanton Alès-1.

## Geographie
Boisset-et-Gaujac liegt am Gardon d’Anduze, etwa elf Kilometer südwestlich von Alès. Umgeben wird Boisset-et-Gaujac von den Nachbargemeinden Bagard im Norden und Nordosten, Ribaute-les-Tavernes im Osten und Südosten, Lézan im Südosten und Süden, Massillargues-Attuech im Süden, Tornac im Süden und Südwesten, Anduze im Westen sowie Générargues im Nordwesten.

## Bevölkerungsentwicklung
| Jahr                       | 1962 | 1968 | 1975 | 1982 | 1990 | 1999 | 2010 | 2020 |
| -------------------------- | ---- | ---- | ---- | ---- | ---- | ---- | ---- | ---- |
| Einwohner                  | 553  | 711  | 918  | 1106 | 1548 | 1787 | 2204 | 2568 |
| Quellen: Cassini und INSEE |      |      |      |      |      |      |      |      |

## Sehenswürdigkeiten
- Reste des gallorömischen Oppidum und der Römerstraße
- Schloss Lascours aus dem 16. Jahrhundert

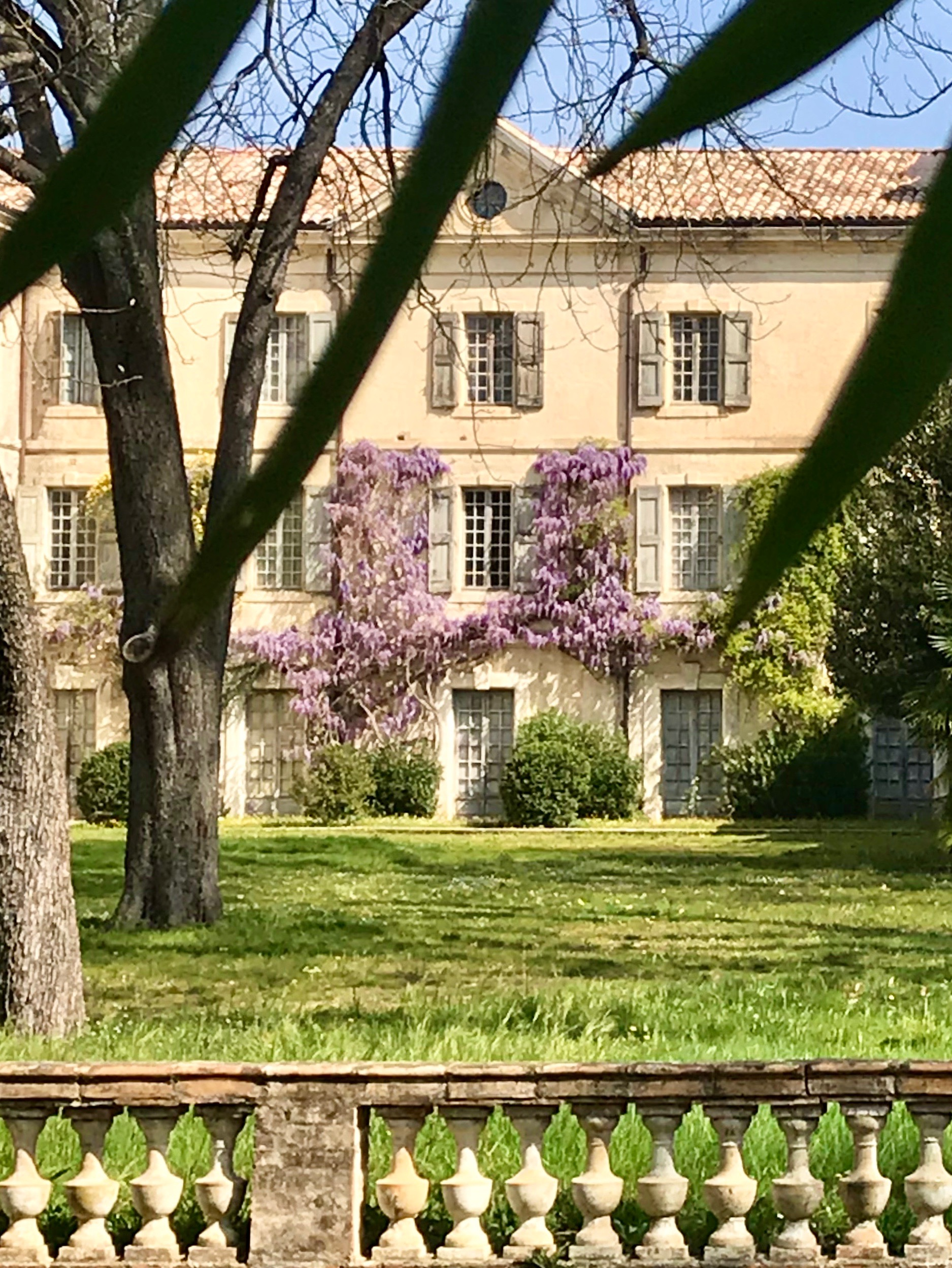
Schloss Lascours
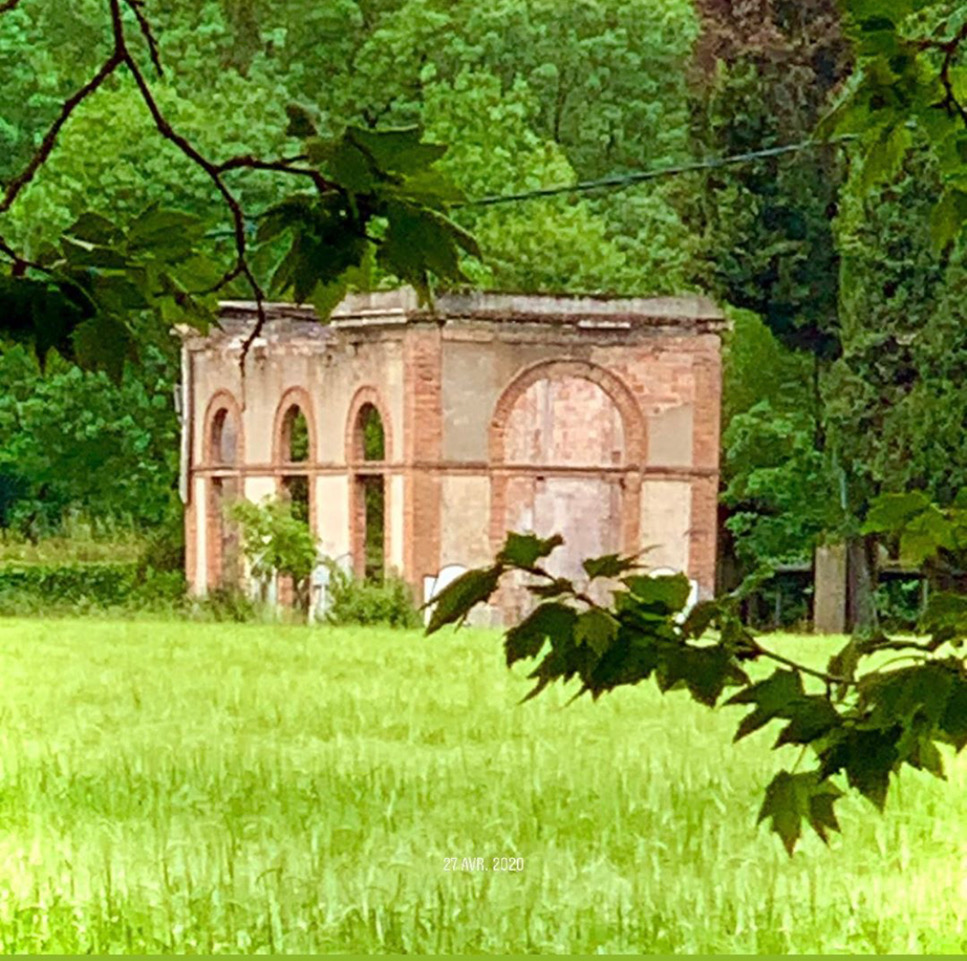
Ehemalige Orangerie des Schlosses